# James Wesley
James Wesley es un personaje ficticio en los cómics estadounidenses en Marvel Comics. Es el asistente fiel de Wilson Fisk.

## Historial de publicaciones
El personaje, creado por Frank Miller y David Mazzucchelli, apareció por primera vez en Daredevil # 227 (febrero de 1986). ¨Lamebotas de Fisk¨

## Historia
Fisk le ordena que localice a Nuke con el único propósito de usarlo para destruir Hell's Kitchen.Después de que Daredevil salva Hell's Kitchen, Wesley temió que los eventos los conectaran con las autoridades. Vuelve bajo el empleo de Fisk cuando tiene la tarea de manejar los asuntos de la reportera Sarah Dewey. También se revela como abogado penalista de Fisk y de cualquier persona que esté bajo su nómina.

## En otros medios

### Película
- Un personaje llamado Wesley Owen Welch es un antagonista de apoyo en la adaptación cinematográfica de Daredevil, interpretado por Leland Orser. Es retratado como aprensivo y muy cobarde, es la mano derecha y asistente personal de Kingpin. El informa a Kingpin del fracaso de Bullseye e intenta fomentar un aumento de la seguridad para hacer frente a la inminente llegada de Daredevil. Cuando Kingpin se resiste, él abandona el edificio y va a un bar donde Wesley se enfrenta al detective Nick Manolis (en el corte extendido) que le ofrece un acuerdo con la fiscalía.

### Televisión
- James Wesley es un antagonista de apoyo en la  primera temporada de Daredevil, interpretado por Toby Leonard Moore. Es más seguro y sarcástico que su contraparte cinematográfica, esta versión actúa como intermediario con los diversos asociados de Fisk: Leland Owlsley, Nobu Yoshioka, Madame Gao y los hermanos Ranskahov (Anatoly y Vladimir). Tiene una relación muy estrecha con Fisk, es muy leal y respetuoso e incluso ofrece consejos útiles y emocionales similares a Vanessa Mariana[4]hasta el punto de que Fisk lo describe en la temporada 3 como "como un hijo" para él.[5]Al final de la temporada, Wesley descubre que Karen Page y Ben Urich han hablado con la madre de Fisk, Marlene Vistain. Como Page ahora sabe demasiado sobre las actividades pasadas de Fisk, Wesley la secuestra personalmente e intenta intimidarla para que guarde silencio amenazándola con matar a sus amigos y familiares. Cuando lo distrae el sonido de su teléfono contestando una llamada entrante de Fisk, Karen aprovecha la distracción para agarrar su arma y matarlo a tiros.[6]Fisk está devastado por la muerte de Wesley, mientras que Karen está traumatizada por quitarle la vida a Wesley.[7]
  - En la tercera temporada, Karen revela detalles de la muerte de Wesley a Fisk en un intento de provocarlo para que la ataque en una cinta, por lo que el FBI lo enviará de nuevo a prisión por violar su libertad condicional. La táctica falla y Fisk posteriormente hace que Benjamin "Dex" Poindexter lleve a cabo un golpe de represalia contra Karen.[8][5]